# Treja Herred
Treja  Herred (tysk Treiaharde) var et herred i Sydslesvig i Hertugdømmet Slesvig (Sønderjylland). Herredet er opkaldt efter landsbyen Treja beliggende ved Trenen. 
Herredet opstod allerede i 1100-tallet som biskoppeligt fogderi eller birk under Svavsted Fogderi og bestod af bispegods i Arns og Gøs Herreder med tingsted i Treja. Treja lå oprindelig i Sønder Gøs Herred, da Trenen var grænsen mellem Gøs og Arns Herreder. Da Svavsted Amt blev ophævet i 1702 fortsatte fogderiet som Treja Herred i Gottorp Amt. Fra 1702 havde det lille herred alle institutioner i fællesskab med Arns Herred. Treja nævnes ikke i Valdemars Jordebog.
Eneste sogn i Treja Herred er Treja Sogn. Dertil kom ejendomme i Eggebæk Sogn (Esperstoft og Hønning), Husby Sogn (Søgaard og Markerup), Jørl Sogn (Janneby, Jersbæk, Møllebjerg, Sollerup og Sønder Haksted), i Krop Sogn (Lille Rejde) og i Rylskov Sogn (Ranmark) samt besiddelser i Meden, Hyllerup og Valsbøl. Besiddelserne i Svesing Sogn kom senere under Rødemis hhv. Svavsted fogderi. I 1856 kom Hyllerup under Vis Herred. 